# Glypta accentuata
Glypta accentuata là một loài tò vò trong họ Ichneumonidae.